# Интердентални стимулатор
Интердентални стимулатор је једно од основних средстава за одржавање оралне хигијене. Намењен је за масажу десни и чишћење и глачање апроксималних површина зуба. Састоји се од дршке и радног дела, који има облик конуса и израђен је од гуме или пластике. Интердентални стимулатор се производи у комбинацији са четкицом за зубе или засебно.